# Mortimer Common
Mortimer Common är en ort i Storbritannien.   Den ligger i grevskapet Berkshire och riksdelen England, i den södra delen av landet, 70 km väster om huvudstaden London. Mortimer Common ligger 96 meter över havet och antalet invånare är 5 089.
Terrängen runt Mortimer Common är huvudsakligen platt. Mortimer Common ligger uppe på en höjd. Runt Mortimer Common är det ganska tätbefolkat, med 239 invånare per kvadratkilometer. Närmaste större samhälle är Reading, 10,9 km nordost om Mortimer Common. Trakten runt Mortimer Common består till största delen av jordbruksmark.